# Leioproctus platycephalus
Leioproctus platycephalus är en biart som först beskrevs av Cockerell 1912.  Leioproctus platycephalus ingår i släktet Leioproctus och familjen korttungebin. Inga underarter finns listade i Catalogue of Life.

## Bildgalleri

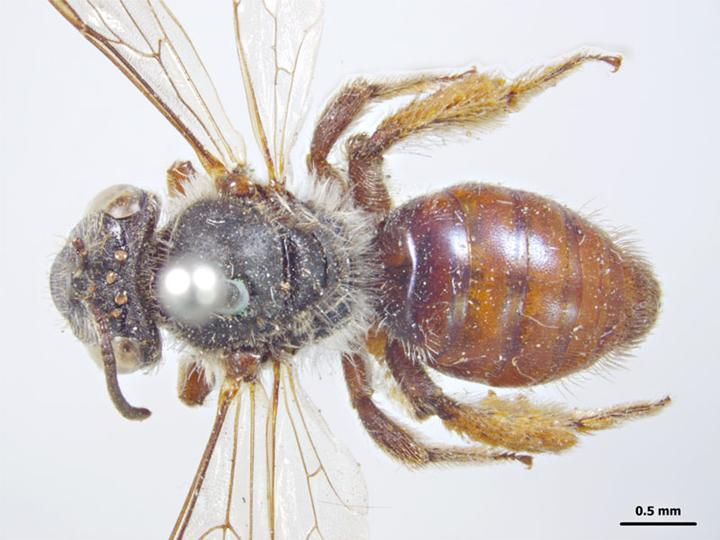
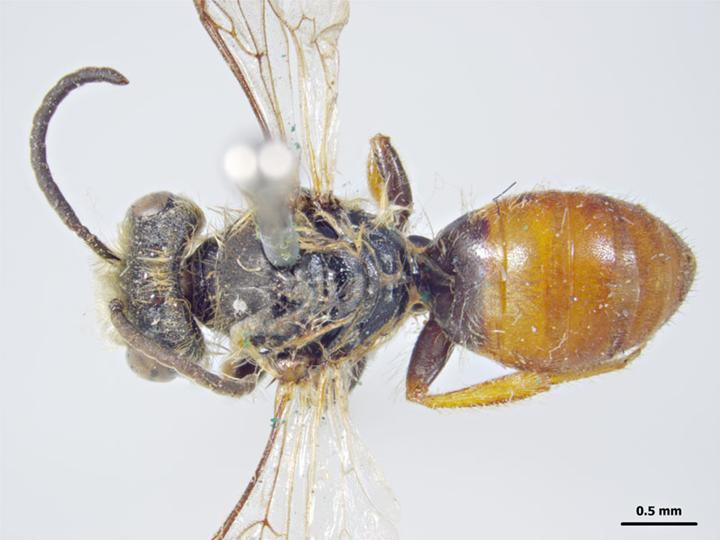